# Historia del Real Club Deportivo de La Coruña (2005-2011)

## 2005 - 2011
En esta etapa, la falta de los ingresos millonarios de la Liga de Campeones, la maltrecha economía del Depor propiciada por los excesos de las temporadas anteriores en un club de una ciudad de 250.000 habitantes y unido a la crisis económica mundial y la continua falta de apoyos de las instituciones locales con el club, una constante con Lendoiro en la presidencia, llevaron al equipo presidido por Augusto César Lendoiro a verse en la obligación de reducir la deuda (que llegó a alcanzar los 180 millones de euros en 2002) y el presupuesto. Bautizado por el presidente como La Tercera Lección (después del Súper y el Euro Dépor), esta nueva etapa se basa en apostar por la juventud y la cantera, gastando poco en las incorporaciones. El objetivo, mantener la categoría sin renunciar a nada.

### La etapa de Caparrós

#### Temporada 2005/2006
El primer hombre elegido para liderar este proyecto de penurias económicas y apuesta por la cantera fue Joaquín Caparrós, entrenador procedente del Sevilla que permaneció en el club durante 2 temporadas en las que no convenció a la parroquia blanzquiazul, muy crítica con el juego desplegado por el equipo.
En su primera temporada, la 2005/06 no podrá contar con Luque, que abandona en verano la disciplina blanquiazul para marcharse al Newcastle a cambio de 14 millones de euros, ni con dos mitos del deportivismo, Fran y Mauro Silva, retirados al finalizar la temporada anterior después de 17 y 13 temporadas en el club respectivamente. Aún sin estos jugadores se mantiene el bloque de la temporada pasada y chavales de la cantera como Xisco, Iago o Iván Carril participan en más de 10 encuentros durante la Liga. El Deportivo llega a ocupar puestos de Liga de Campeones en la 18.ª jornada, pero la inoportuna y gravísima lesión de Juan Carlos Valerón en una de sus rodillas (la primera de las 3 que tuvo) en la jornada 20, acabó con las ilusiones del equipo y de la afición de volver a ver al club codeándose entre los más grandes de Europa. El fútbol del equipo empeoró sin que el míster encontrara soluciones y el Dépor termina la liga en octava posición. A principios de temporada, una polémica derrota en Marsella en la final de la Intertoto priva al club herculino de participar en la Copa UEFA.

#### Temporada 2006/2007
En la temporada 2006/07 se produce una revolución en la plantilla blanzuiazul. Nombres importantes como José Francisco Molina, Scaloni, Víctor o Diego Tristán entre otros abandonan la disciplina blanzuiazul, que invierte 9.3 millones de euros para traerse 17 jugadores, la mayoría jóvenes, con proyección, ganas de hacerse un nombre en el fútbol español y de bajo coste o libres. Destacan los nombres de Riki, Filipe Luis, Lopo o Juan Rodríguez. La baja media de edad de la plantilla blanquiazul unido a un buen inicio de temporada (ocupaba la 5ª posición en la jornada 7), fue bautizado por la prensa deportiva por el nombre de Baby-Depor. Pero la realidad era muy distinta, el juego del equipo seguía sin convencer y muchos jugadores eran novatos en Primera División, lo que llevó al Deportivo a empezar su partido frente al Real Madrid de la decimoséptima jornada (partido que terminó con victoria local) en puestos de descenso, después de 9 jornadas sin conocer la victoria. El triunfo frente al equipo blanco fue un punto de inflexión y el Dépor acabó la temporada sin pena ni gloria a 8 puntos del descenso, en la posición 13ª. La etapa de Caparrós en el Deportivo finaliza tras dos temporadas, sin la esperada apuesta por la cantera blanquiazul (su protagonismo fue nulo en la temporada 06/07) pero con la nota positiva de alcanzar las dos temporadas las semifinales de la Copa del Rey

### La etapa de Lotina

#### Temporada 2007/2008

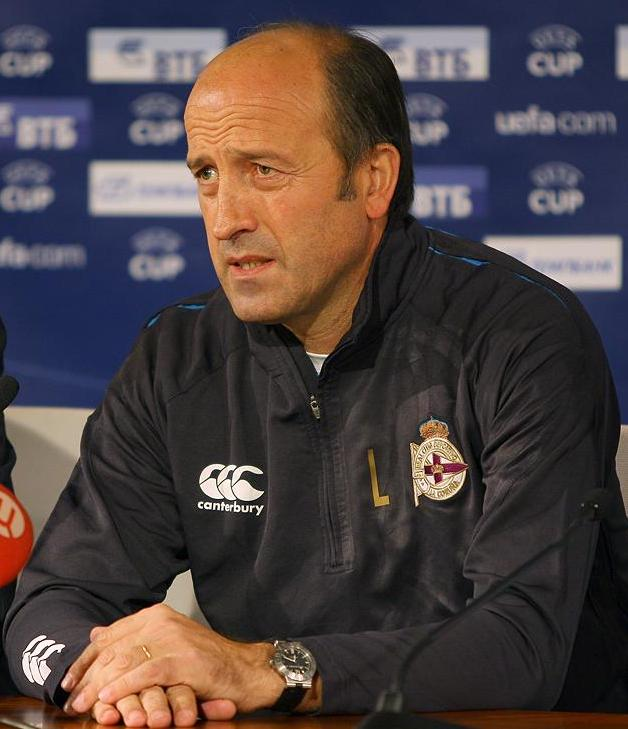
Miguel Ángel Lotina

Miguel Ángel Lotina aterriza en La Coruña en la temporada 2007/08 y con él, un fichaje de relumbrón: el mexicano Andrés Guardado firma por el Deportivo a cambio de 7 millones de euros, a la vez que la Juventus de Turín paga 10 millones de euros por Jorge Andrade, que abandona la entidad.
El primer partido del campeonato liguero en la temporada 2007/08 es un preludio de lo que pasará durante gran parte del torneo: el Deportivo pierde 0-3 en Riazor contra el novato en Primera Almería y empieza la Liga en puestos de descenso. Partidos desastrosos unidos a resultados muy injustos a pesar del buen juego de los blanquiazules coloca al Deportivo penúltimo en la clasificación a 5 puntos de la salvación en la jornada 20. El puesto de Lotina pendía de un hilo y el club se veía en el momento más crítico desde su último ascenso a Primera División. La victoria la jornada siguiente ante el Valladolid por 3-1 en Riazor ante 25.000 espectadores, supondrá un punto de inflexión en la historia del Deportivo. La mejoría del equipo, unida a la incorporación del sueco Christian Wilhelmsson en el mercado de invierno, el apoyo de la afición y el acierto de Lotina (el cual apostó por un esquema con 5 defensas, muy recordado en la etapa de Arsenio Iglesias, que dio un gran resultado durante la segunda vuelta), terminaría por colocar al club 9º a final de temporada, sumando 35 puntos en una segunda vuelta de campeonato espectacular. A pesar de una temporada tan difícil, canteranos como el gallego Piscu o Xisco participan en numerosos partidos de Liga, 15 y 25 respectivamente.

#### Temporada 2008/2009

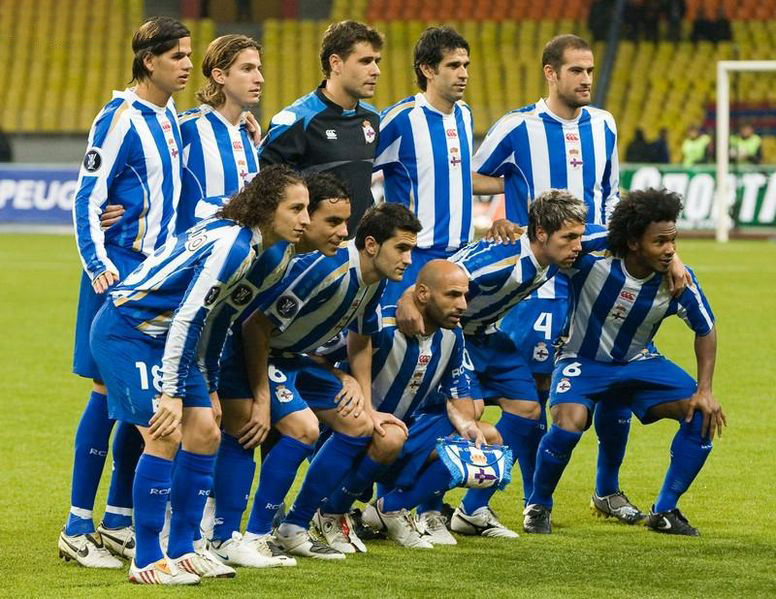
Alineación en un partido de UEFA de 2008.

La temporada 2008/09 se inicia con los destacados fichajes de Aranzubía, Zé Castro y el mexicano Omar Bravo, que no tendrá suerte en su aventura europea y abandonará la disciplina blanquiazul meses después. El club, inscrito la temporada pasada en la Intertoto, vence esta competición y se clasifica para la UEFA, eliminando en primera ronda al Brann y pasando como segundo de su grupo para caer eliminado en diecieisavos de final frente al Aalborg. En el torneo regular, el Deportivo de Lotina ocupa casi toda la temporada el 7º y el 8º lugar, cerca de los puestos que dan acceso a competición internacional. El equipo finaliza la temporada séptimo con 58 puntos y sumando nuevos canteranos a la causa: Laure participa en 14 partidos, Piscu en 8 y Lassad (reemplazando a Xisco, vendido al inicio de temporada al Newcastle por 6 millones de euros) en otros 14.

#### Temporada 2009/2010
Filipe Luis es el gran protagonista del Deportivo en la temporada 2009/10: pretendido por el Barcelona antes de empezar el campeonato (ofreció 10 millones de euros por él), consolidado durante la temporada como el mejor lateral izquierdo de la Liga, con serias opciones de ir al Mundial de Sudáfrica y dando por hecha su marcha en el verano de 2010 por un precio cercano a su cláusula de 20 millones de euros (se empezaba a rumorear un interés importante del Real Madrid por contar con sus servicios), sufre una grave lesión en la última jornada de la primera vuelta del campeonato ante el Athletic Club, siendo en ese momento el máximo goleador del equipo (3 goles en Liga y 1 en Copa del Rey). Mala suerte para un Deportivo que por aquellas fechas, finalizada la primera vuelta de la liga, era el 5.º clasificado, empatado con el 4.º (puesto que ocupó en la 6.ª, 7.ª y 17.ª jornada), a pesar de no poder contar durante muchas jornadas de jugadores como Lassad, Riki, Angulo, Guardado, Sergio, Juca, Mista o Sergio. La mala suerte con los lesionados siguió siendo una constante también en la segunda vuelta y el rendimiento del equipo fue disminuyendo hasta terminar la competición sin pena ni gloria lejos de las opciones europeas después de una segunda vuelta nefasta, registrando la peor racha histórica de partidos consecutivos sin ganar en Primera División (11). En Copa del Rey, elimina en octavos al Valencia pero cae en cuartos ante el Sevilla después de un partido desastroso del conjunto blanquiazul en la ida de Riazor (0-3) que deja sentenciada la eliminatoria. A destacar el partido de vuelta de esta eliminatoria (0-1), donde a raíz de las bajas y del resultado de ida, participaron 8 jugadores salidos de la cantera: Manu, Laure, Piscu, Seoane, Juan Domínguez, Iván Pérez, David Rochela y Dani. Hasta 11 canteranos participaron con la plantilla de Miguel Ángel Lotina esta temporada en alguna de las dos competiciones –Liga y Copa-. En el aspecto económico, la junta directiva del club presenta en diciembre de 2009 una deuda de 122 millones de euros, un tercio menos que el máximo histórico de la entidad en 2002 (180).

##### El fin de una década gloriosa
Finaliza una temporada y también una década (2000-2010), la mejor a nivel deportivo para un club centenario: una Liga, dos subcampeonatos y dos terceros puestos, una Copa del Rey y dos Supercopas de España, 5 años consecutivos en Liga de Campeones de la UEFA y sólo una de las diez temporadas por debajo del noveno puesto, confirmándose así como el cuarto mejor equipo español de la década. Además durante estos 10 años sólo 3 entrenadores dirigirán al club: Javier Irureta, Joaquín Caparrós y Miguel Ángel Lotina, convirtiéndose en el equipo de Primera División con menos entrenadores en estos 10 años. En el campeonato doméstico, sólo Real Madrid, Barcelona y Valencia superarán al Deportivo en número de puntos, convirtiéndose así en el cuarto mejor equipo de la década, aventajando a equipos como el Villarreal en 91 puntos, en 97 al Sevilla, en 193 al Atlético de Madrid y en 41 al Celta de Vigo. Hasta en cinco ocasiones logró terminar el Deportivo la Liga en el podio, los cinco primeros campeonatos de la década, sin bajar de los 68 puntos, asegurándose así su presencia en la Liga de Campeones. En cuanto a la Liga de Campeones, Barcelona y Real Madrid son los únicos equipos españoles con más participaciones seguidas en el torneo. Ningún otro equipo suma tantos puntos como el Deportivo en cinco participaciones en las que, tanto en casa como a domicilio, derrotó a cinco de los siete primeros equipos del ranking histórico: Manchester United, Arsenal, Bayern, Milán y Juventus. 23 victorias, 15 empates y 20 derrotas es el balance del club en los 58 partidos disputados en la Liga de Campeones (sin contar las eliminatorias previas).

#### Temporada 2010/2011

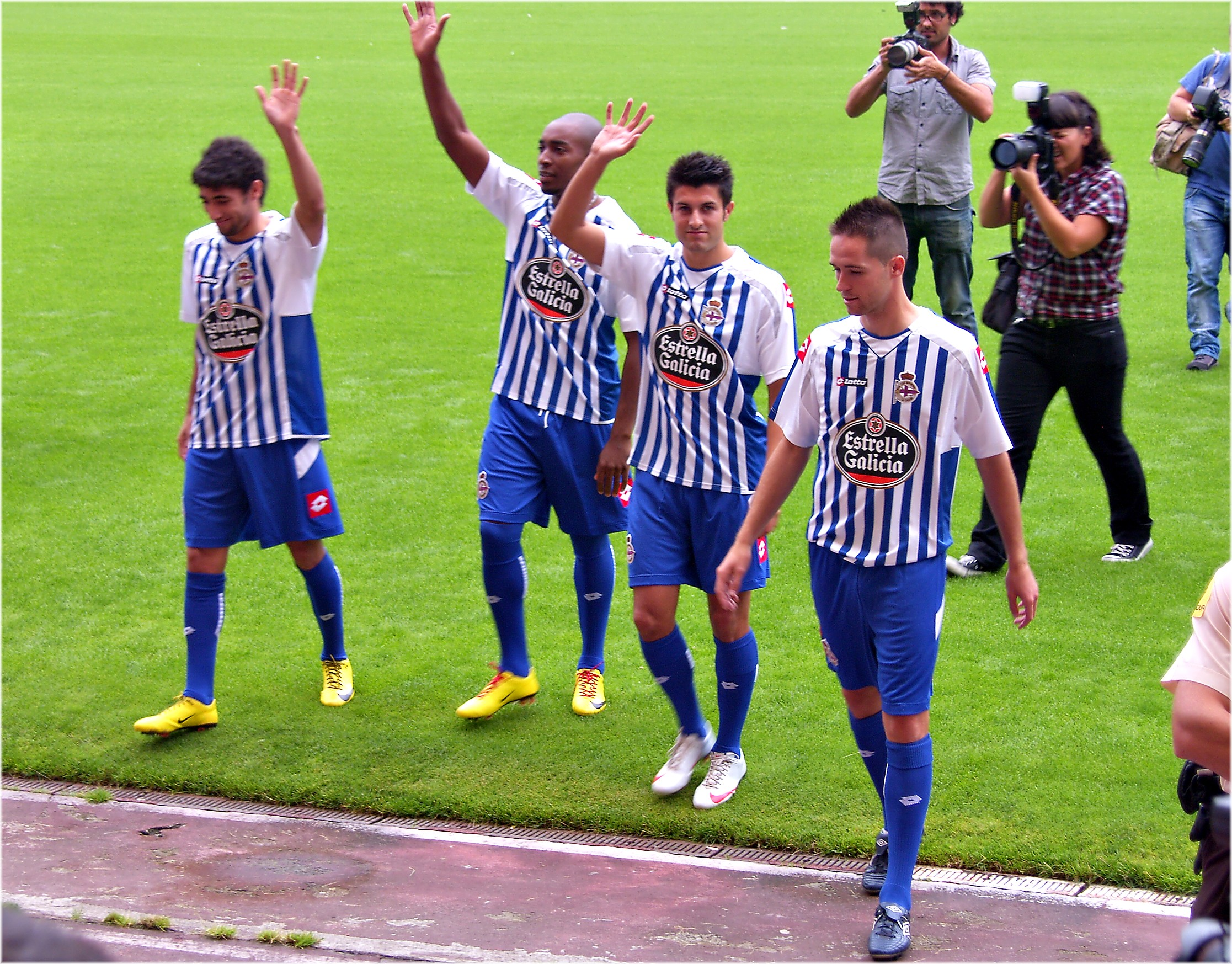
Urreta, Desmarets, Saúl y Michel, cuatro de los nuevos fichajes del Deportivo para esta temporada. No cuajaron.

Muchos cambios en la plantilla para afrontar la temporada 2010/11. De nuevo Filipe Luis vuelve a ser el protagonista de la pretemporada, aunque esta vez con final feliz: se cierra su traspaso al Atlético de Madrid en una operación muy compleja, según las propias palabras del presidente Lendoiro. También deja el club Sergio, después de 10 temporadas en el equipo, Brayan Angulo y Mista. Entre las incorporaciones, destacan las de Desmarets, Urreta y Saúl, entre otros.
La temporada se inicia de la peor manera posible al no vencer en las 6 primeras jornadas, firmando así el peor inicio en la historia del club en Primera División, colocándose el equipo colista (puesto que no ocupaba desde la temporada 1972/73) después de caer por 6-1 en el Santiago Bernabéu, siendo esta la mayor goleada sufrida en ese estadio y la más abultada en Primera desde 1964. El equipo acumulaba una victoria en los últimos 19 partidos ligueros (sólo 5 en todo el año 2010) y 16 salidas consecutivas sin vencer. Ante este panorama y con Lotina cuestionado (más desde la prensa y los aficionados que desde el propio club), la situación difícilmente podría ir a peor, pero lo hizo. En los dos siguientes partidos el equipo empata a cero goles con Osasuna y pierda en San Sebastián ante la Real Sociedad por 3-0. Ahora sí el puesto de Lotina dependía del partido ante el Español y una vez más, igual que hizo en su primera temporada en el club, el técnico vasco cambia el 4-2-3-1 por el 5-3-2 con acierto, pues la tendencia del equipo cambia radicalmente.
| Predecesor: Anexo:Historia del Real Club Deportivo de La Coruña (1998-2005) | La Tercera Lección De 2005 a 2010 | Sucesor: - |